# Abderamane Ghala
Abderamane Galla est un ancien rebelle touareg malien et ex chef de tribu des irradjanatan, et fut le chef de l'Armée révolutionnaire de libération de l'Azawad (ARLA) pendant les années 1990.
Après les signatures de la Flamme de la paix de Tombouctou en mars 1996, il devient conseiller de l'ambassadeur du Mali en Arabie saoudite jusqu'en 2007, puis conseiller du consul du Mali à Tamanrasset en Algérie.